# Амарсип
Амарсип (Amarsipus carlsbergi) — вид скумбрієподібних риб, єдиний у родині амарсипових (Amarsipidae).

## Поширення
Риба мешкає в екваторіальних районах Тихого і Індійського океанів. Трапляється на глибині до 130 м.

## Опис
Цей вид довго був відомий тільки за прозорими малька, що не перевищували 7,5 см завдовжки. Максимальний розмір дорослої риби — 21 см. Дорослі амарсипи — довготілі темно-коричневі риби, що нагадують за зовнішнім виглядом алетів (Tetragonurus). Вони відрізняються від інших представників підряду строматеєвидних відсутністю глоткових мішків позаду зябер. У шлунках цього виду знаходили залишки медуз.